# Пуща (футбольный клуб)
«Пуща» (пол. Miejski Klub Sportowy Puszcza Niepołomice) — польский футбольный клуб из города Неполомице, долгое время выступавший в Первой лиге. В сезоне 2022/23 клуб стал победителем игр плей-офф Первой лиги и впервые в своей истории получил право играть в высшем дивизионе страны — Экстракласе.
Домашний стадион клуба расположен на улице Януша Кусоциньского в центре Неполомице. Стадион вмещает 2118 зрителей, из которых половина сидячих, в том числе 700 мест на крытых трибунах и 300 — на открытых, из которых 100 выделено для фанатов гостей.
В сезоне 2023/2024 футболисты «Пущи» будут проводить домашние матчи на стадионе «Краковия» в Кракове из-за того, что небольшой стадион в Неполомицах не подходит для проведения матчей Экстракласы.

## Руководство
- Президент: Ярослав Пепшица
- Вице-президент по спортивным вопросам: Януш Карасиньский
- Секретарь: Анджей Торонь
- Казначей: Сильвестр Бентковский
- Члены правления: Марьян Поникевич, Веслав Крюс, Тадеуш Опорек
- Директор: Роман Короза